# Des Moines (fiume)
Il Des Moines è un fiume degli Stati Uniti d'America, affluente del Mississippi. Scorre per una lunghezza di circa 845 km.

## Geografia
Il Des Moines trae la sua sorgente nel Midwest americano ed è il fiume più grande dello Stato dell'Iowa, che attraversa da nord-ovest a sud-est. Ha dato il suo nome alla capitale dello Stato, la città di Des Moines.
Il Des Moines nasce dalla riunione di due distinti rami. Il ramo ovest ha la sua sorgente nel lago Shetek (nella Contea di Murray) nel sud-ovest del Minnesota, si dirige a sud-est ed entra nell'Iowa nella Contea di Emmet. Il ramo est ha le sorgenti nel lago Okamanpeedan, nel nord della Contea di Emmet, sul confine tra Minnesota e Iowa, e scorre verso sud. I due rami si riuniscono circa 8 km a sud della città di Humboldt nell'Iowa. Il fiume attraversa le città di Fort Dodge, Boone, Des Moines, Ottumwa. Da quest'ultima, il Des Moines diventa navigabile. Segna su una lunghezza di 20 km il confine tra gli Stati dell'Iowa e Missouri, prima di gettarsi nel Mississippi a Keokuk.
Tra i numerosi affluenti del Des Moines i principali sono il Boone e il Raccoon.

## Storia
L'origine del nome del fiume rimane incerta e controversa. Una teoria afferma che degli esploratori francesi avessero battezzato così il fiume Rivière des Moines in riferimento a una comunità di monaci che avevano costruito delle capanne in prossimità della foce del fiume.
Il fiume è stato il principale asse di trasporto durante il diciannovesimo secolo nell'Iowa, prima di essere soppiantato dalla ferrovia al 1860.